# Denis O'Rourke
Denis O'Rourke (Christchurch, 26 de juliol de 1946) és un polític neozelandès i diputat de la Cambra de Representants de Nova Zelanda des de les eleccions de 2011. És membre de Nova Zelanda Primer.

## Inicis
O'Rourke va néixer el 26 de juliol de 1946 a Christchurch. Va graduar amb un LLB (grau de dret) de la Universitat de Canterbury el maig de 1971. En les eleccions locals de 1989 fou elegit regidor pel consell de la ciutat de Christchurch. Seria regidor fins a les eleccions locals de 2004. A més, O'Rourke ha estat advocat.

## Diputat
| Parlament de Nova Zelanda |      |                |        |           |
| Anys                      | Leg. | Circumscripció | Llista | Partit    |
| 2011-actualitat           | 50   | Llista         | 7      | NZ Primer |

O'Rourke fou candidat per Nova Zelanda Primer en les eleccions generals de 2011 amb èxit. Es trobava setè de la llista electoral del partit, i al rebre Nova Zelanda Primer el 6,59% del vot i 8 escons O'Rourke fou declarat electe com a diputat de llista. També fou candidat a la circumscripció electoral de Port Hills. A Port Hills O'Rourke va quedar en quart lloc amb el 2,14% del vot per darrere de Ruth Dyson del Partit Laborista, David Carter del Partit Nacional i Joseph Burston del Partit Verd.